# Selección de balonmano de Japón
La Selección de balonmano de Japón es el equipo formado por jugadores de nacionalidad japonesa que representa a la Federación Japonesa de Balonmano en las competiciones internacionales organizadas por la Federación Internacional de Balonmano (IHF) o el Comité Olímpico Internacional (COI). Tiene en sus vitrinas dos campeonatos de Asia, conquistados en 1977 y 1979.

## Historial

### Juegos Olímpicos
- 1936 - No participó
- 1972 - 11.ª plaza
- 1976 - 9.ª plaza
- 1980 - No participó
- 1984 - 10.ª plaza
- 1988 - 11.ª plaza
- 1992 - No participó
- 1996 - No participó
- 2000 - No participó
- 2004 - No participó
- 2008 - No participó
- 2012 - No participó
- 2016 - No participó
- 2020 - 11.ª plaza

### Campeonatos del Mundo
- 1938 - No participó
- 1954 - No participó
- 1958 - No participó
- 1961 - 12.ª plaza
- 1964 - 16.ª plaza
- 1967 - 11.ª plaza
- 1970 - 10.ª plaza
- 1974 - 12.ª plaza
- 1978 - 12.ª plaza
- 1982 - 14.ª plaza
- 1986 - No participó
- 1990 - 15.ª plaza
- 1993 - No participó
- 1995 - 23ª plaza
- 1997 - 15.ª plaza
- 1999 - No participó
- 2001 - No participó
- 2003 - No participó
- 2005 - 16.ª plaza
- 2007 - No participó
- 2009 - No participó
- 2011 - 16.ª plaza
- 2013 - No participó
- 2015 - No participó
- 2017 - 22ª plaza
- 2019 - 24ª plaza
- 2021 - 19.ª plaza
- 2023 - No participó

### Campeonatos de Asia
- 1977 -  Campeona
- 1979 -  Campeona
- 1983 -  Subcampeona
- 1987 -  Subcampeona
- 1989 -  Subcampeona
- 1991 -  Subcampeona
- 1993 -  Tercera
- 1995 - 4.ª plaza
- 2000 -  Tercera
- 2002 - 6.ª plaza
- 2004 -  Subcampeona
- 2006 - 5.ª plaza
- 2008 - 7.ª plaza
- 2010 -  Tercera
- 2012 - 4.ª plaza
- 2014 - 9.ª plaza
- 2016 -  Tercera
- 2018 - 6.ª plaza
- 2020 -  Tercera
- 2022 - No participó